# Tincourt Churchyard
Tincourt Churchyard is een begraafplaats gelegen in de Franse plaats Tincourt-Boucly (Somme). De militaire graven worden onderhouden door de Commonwealth War Graves Commission.
De begraafplaats telt 3 geïdentificeerde Gemenebest graven uit de Eerste Wereldoorlog.